# Оса (зупинний пункт)
Оса — пасажирський зупинний пункт Ужгородської дирекції Львівської залізниці.
Розташований у станційному поселенні Оса Мукачівського району Закарпатської області між зупинним пунктом Занька та станцією Вовчий.
13 липня 2023 року, для виконання Програми Укрзалізниці щодо дерусифікації, зупинний пункт Платформа 1662 км перейменований в Оса. Назву отримав від однойменної річки.